# Giovanni Temini
Giovanni Temini (... – XVII secolo) è stato un incisore italiano del periodo barocco.
Il suo nome è apposto su un ritratto di Carlo I di Gonzaga-Nevers, duca di Mantova, datato 1622.